# Damettan (Finland)
 Damettan  (finska: Naisten Ykkönen), är den näst högsta nivån i fotboll för damer i Finland. Serien styrs av Finlands Bollförbund.

## Så spelas serien
I Damettan spelar 11 lag som möter varandra två gånger, en gång på hemmaplan och en gång på bortaplan. Vinnaren stiger direkt till Damligan, det lag som slutar på andra plats får kvala om ligaspel mot det lag som slutat elfte i Damligan. De två sämsta lagen degraderas till Damtvåan.

## Lag säsongen 2010
- FC Espoo, Esbo
- FC Kuusysi, Lahtis
- FC Viikingit, Helsingfors
- Gamlakarleby Bollklubb, Karleby
- Jyväskylän Pallokerho, Jyväskylä
- Kaarinan Pojat, S:t Karins
- Kauhajoen Karhu, Kauhajoki
- Oulun Naisfutis, Uleåborg
- Klubi 04, Helsingfors
- Tampereen Jalkapalloklubi, Tammerfors
- Turun Pyrkivä, Åbo